# Valentin Weber
Valentin Weber, auch Heinrich Weber (* 4. Juli 1804 in Allmus im Landkreis Fulda; † 5. März 1863 ebenda) war ein deutscher Bürgermeister und Mitglied der Kurhessischen Ständeversammlung.

## Leben
Valentin Weber war in seinem Heimatort als Bürgermeister tätig und erhielt in dieser Funktion im Jahre 1836 ein Mandat für die kurhessische Ständeversammlung, gewählt aus dem Wahlkreis Fulda-Land. Nach zweijähriger Parlamentsarbeit schied er zunächst aus, bis er 1852 Mitglied der Zweiten Kammer der kurhessischen Ständeversammlung wurde und bis 1854 in dem Parlament blieb.